# William Foulke
William Henry Foulke, detto Fatty (Dawley, 12 aprile 1874 – Sheffield, 1º maggio 1916), è stato un calciatore britannico, di ruolo portiere.
Nonostante fosse il miglior portiere inglese tra fine '800 e inizio '900, Foulke raccolse una sola presenza in nazionale: una buona prestazione e la vittoria per 4-0 sui cugini del Galles non riuscirono a far passare inosservato alla federazione il suo aspetto poco sportivo. Infatti, Foulke era rinomato soprattutto per la sua enorme altezza e il suo esorbitante peso (ben 150 kg), tanto da essere considerato il calciatore professionista più pesante di sempre.

## Carriera
Dopo aver mosso i primi passi come giocatore non professionista di cricket, Foulke si dedicò al calcio, e venne ingaggiato dallo Sheffield United. Da portiere dello Sheffield, fece il suo debutto ufficiale in una partita del 1º settembre 1894 contro il West Bromwich Albion, e negli anni condusse la squadra alla conquista di una First Division (1897-1898) e al raggiungimento di tre finali di FA Cup, vincendone oltretutto due (1898-1899 e 1901-1902).

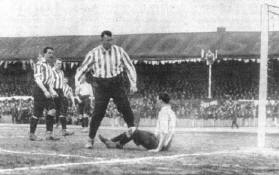
Foulke durante la finale di FA Cup 1901-1902

Per la cifra di 50 sterline venne ingaggiato nel 1905 dal neonato Chelsea, divenendone il primo capitano. Dopo una sola stagione, però, abbandonò i Blues per giocare col Bradford City. La sua carriera nella nazionale inglese si limitò ad una sola apparizione, contro il Galles nel 1897, vinta dagli inglesi per 4 a 0.
Di temperamento abbastanza duro sul campo, si dice che sollevasse gli attaccanti avversari che non gli andavano a genio, e li gettasse letteralmente in rete. Rimase celebre la caccia ad un arbitro, reo di aver concesso la rete del pareggio al Southampton nella finale di FA Cup del 1902. Al termine dei novanta minuti, in preda alla rabbia, Foulke uscì dallo spogliatoio ed il direttore di gara fu costretto a rifugiarsi dentro un ripostiglio. Soltanto l’intervento di cinque uomini riuscì a fermare Foulke che aveva già divelto la porta dello sgabuzzino. Nonostante l'episodio increscioso non fu squalificato e gli fu ugualmente consentito giocare la ripetizione della gara, che vide il trionfo dello Sheffield United.

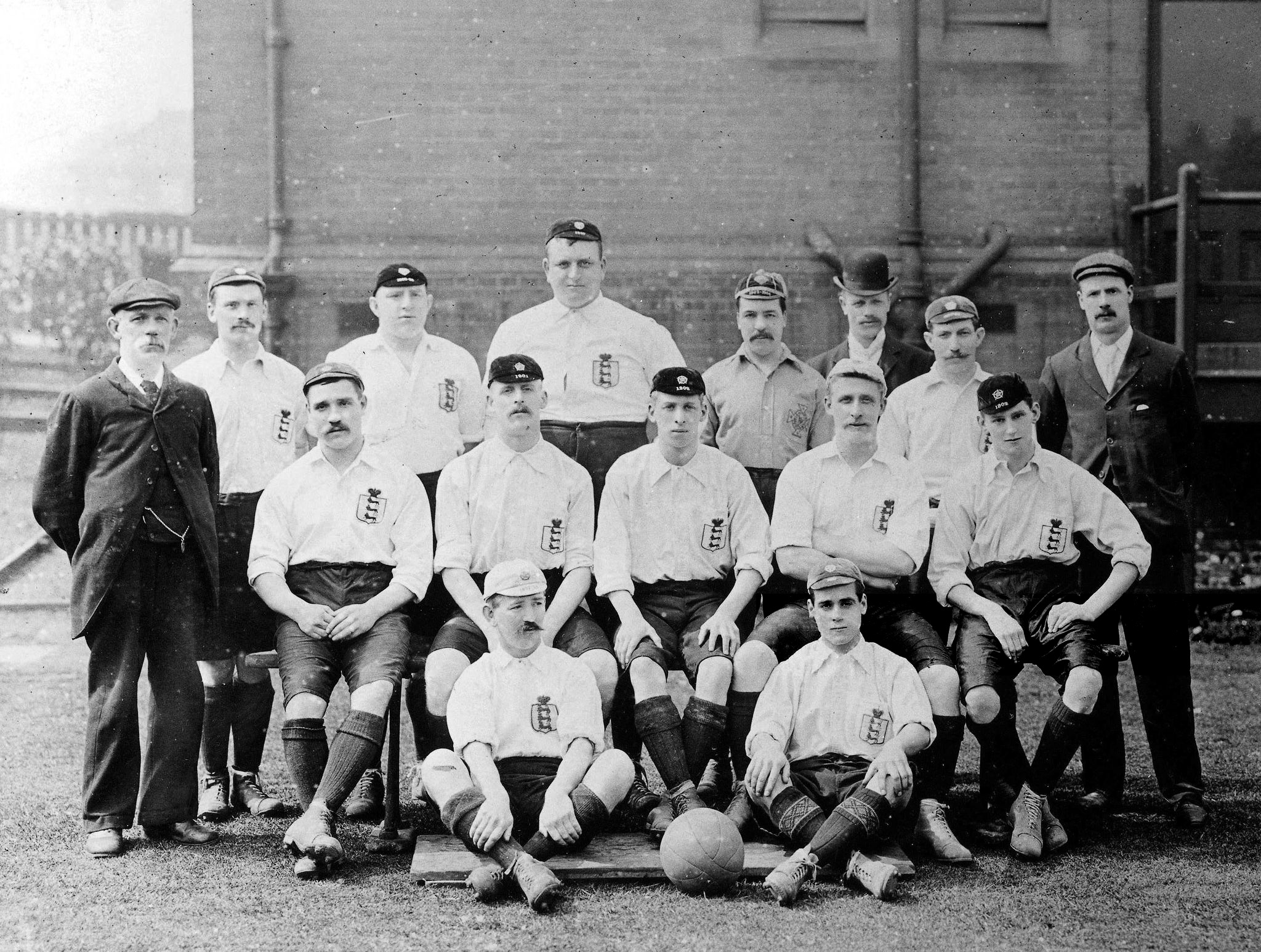
Foulke con la nazionale inglese (in piedi al centro)

Viene ricordato per diversi episodi curiosi: per intimorire gli avversari era solito piazzare dietro la sua porta due ragazzi, uno alla sua destra e uno alla sua sinistra, per dare così l'impressione di essere più grande. Iniziò anche a far si che questi ragazzini si rendessero utili andando a raccogliere i palloni finiti fuori dal terreno di gioco, inventando così, non ufficialmente, il ruolo di raccattapalle.
Pare che spesso Foulke, mentre la sua squadra attaccava, si appendesse ripetutamente alla traversa per dondolarsi. Un giorno, a causa del peso del portiere, la traversa si spezzò, e la gara fu sospesa, tra l'indignazione generale. Quando la squadra arrancava in difesa, concedendo spesso occasioni o reti agli avversari, in più di un'occasione Foulke, per protesta, abbandonava il terreno di gioco.
Dopo essersi ritirato, Foulke morì di cirrosi nel 1916, e venne seppellito a Sheffield.

## Palmarès

### Club

#### Competizioni nazionali
- Campionato inglese: 1

Sheffield United: 1897-1898
- Coppa d'Inghilterra: 2

Sheffield United: 1898-1899, 1901-1902

## Curiosità
William "Fatty" Foulke è stato il destinatario di uno dei primi cori offensivi dei tifosi, a causa del suo peso.
Le parole erano pressappoco:
Who ate all the pies?
Who ate all the pies?
You fat bastard,
You fat bastard,
You ate all the pies!
(Chi ha mangiato tutte le torte? / Chi ha mangiato tutte le torte? / Tu, ciccione bastardo! / Tu, ciccione bastardo! / Tu hai mangiato tutte le torte!).